# Eurynomos (Kentaur)

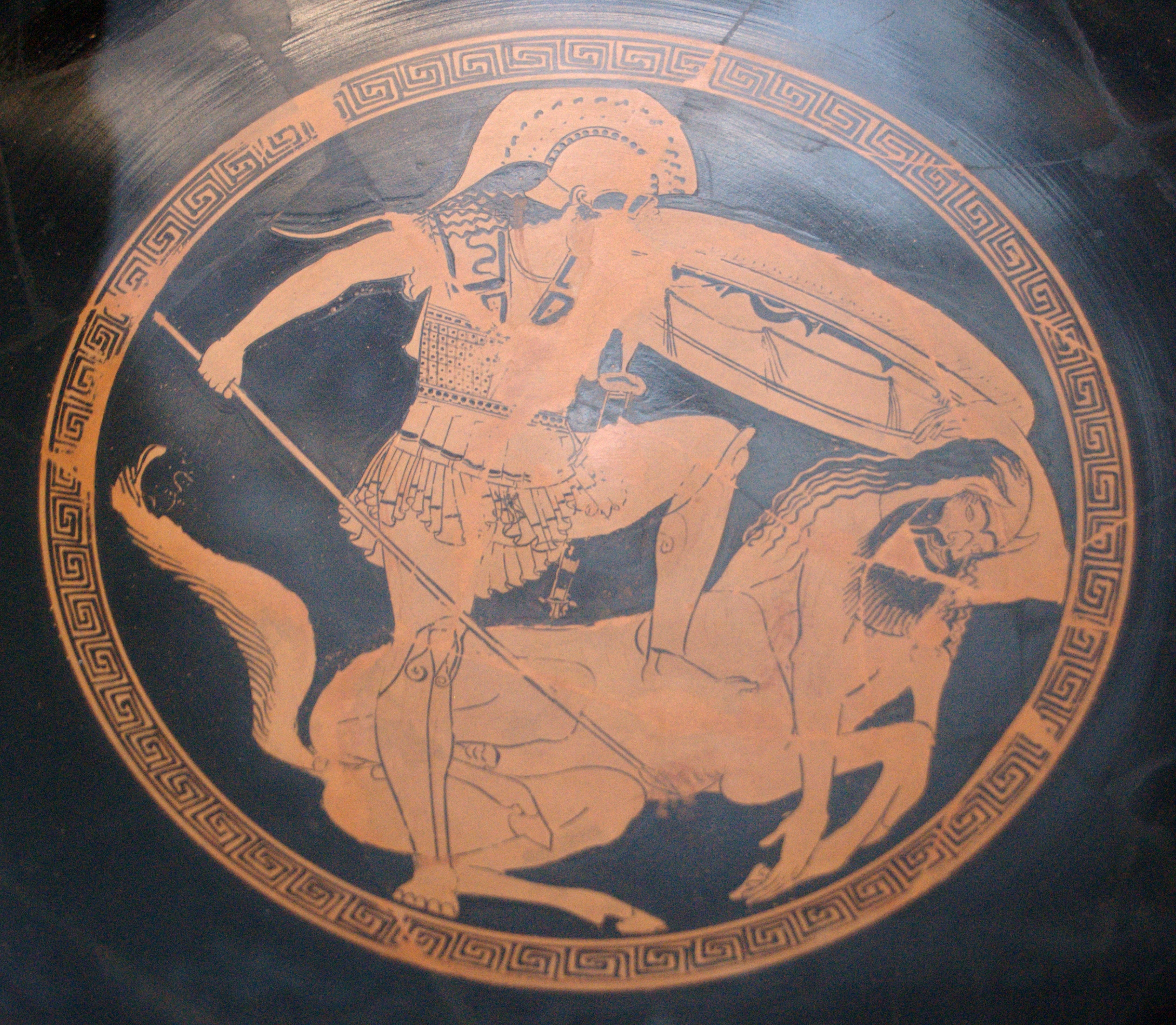
Tondo auf einer Kylix, 5. Jh. v. Chr.: Kentaur am Boden.

Eurynomos ist ein Kentaur der griechischen Mythologie. Er wird in der Kentauromachie auf der Hochzeit des Peirithoos vom Lapithen Dryas getötet. Einzige Quelle ist das zwölfte Buch der ovidschen Metamorphosen.

## Name
Er kommt von dem griechischen Εὐρύνομος, Eurýnomos, lateinisch und deutsch auch Eurýnomus; zusammengesetzt aus εὐρύς, eurýs, weit, weithin und νόμος, Gesetz, Vorschrift, damit wäre er ein „Weithinwaltender oder ‑schaltender“, so Pape
und auch Waser für das Femininum Eurynome.
Diese Bedeutung gehört weder zu den naturnahen Kentaurennamen, die ihre Wasser- und Waldnatur, noch zu den anthropomorphen Namen, die ihre Wild- und Rohheit ausdrücken. Er gehört zu den Namen, die „durchaus keine für Kentauren charakteristische Benennungen sind“, aber trotzdem noch passen, „da ihre Bedeutungen mit den Vorstellungen der Alten vom Wesen der Kentauren wenigstens in keinem Widerspruch stehen.“ Denn normalerweise schweifen sie in den Wäldern abgelegener Berge herum, haben dort keine ernstzunehmenden Gegner und sind ihr eigener Herr, sie können weithin schalten und walten, wie es ihnen beliebt.

## Mythos
Anders ist es auf der Hochzeit des Peirithoos, wo das selbstherrliche und übergriffige Verhalten der Kentauren auf Gegenwehr trifft. In der Schlacht mit den Lapithen können einige entkommen, nicht aber Eurynomos und vier weitere Kentauren, die von Dryas in einem Zug niedergemacht werden und deshalb auch zusammen zu behandeln sind. Nestor erzählt vor Troja die Geschichte:
Ovid, Metamorphosen 12, 310–315:

310 Át non Eúrynomús Lycidásqu(e) et Aréos et Ímbreus

éffugére necém; quos ómnes déxtra Dryántis

pérculit ádversós. advérsum tú quoque, quámvis

térga fugaé dederás, vulnús, Crenaée, tulísti:

nám grave réspiciéns intér duo lúmina férrum,

315 quá narís frontí commíttitur, áccipis, ímae.
Übersetzung Suchier im Versmaß:

310 Áber Eurýnomos nícht und Lýcidas únd mit Aréos

Ímbreus míeden den Tód: die stréckte die Réchte des Drýas

álle darníeder von vórn. Von vórn nicht mínder empfíngst du,

ób du den Rǘcken zur Flúcht auch wándtest, Krenaíos, die Wúnde.

úmsehn wólltest du dích, als zwíschen den Aúgen hineínfuhr,

315 wó sich die Náse der Stírn anfǘgt, das verdérbende Eísen.
In der Aufzählung führt Eurynomos den Todesreigen der Fliehenden an, bleibt aber ohne Waffen und Kampfhandlung unbedeutend. Allein sein Name, der „Weithinwaltende“, hebt ihn aus der Herde heraus, betont seine Stärke im Kontrast zu seiner Schwäche, der gescheiterten Flucht. Zum mythologischen Zusammenhang und zur literarischen Gestaltung der sechs Verse siehe den Artikel Areios.

## Quelle
- Ovid: Metamorphosen 12, 310–315, Wikisource.